# Dardilly
Dardilly – miejscowość i gmina we Francji, w regionie Owernia-Rodan-Alpy, w departamencie Rodan.
Według danych na rok 1990 gminę zamieszkiwało 6688 osób, a gęstość zaludnienia wynosiła 478 osób/km² (wśród 2880 gmin regionu Rodan-Alpy Dardilly plasuje się na 125. miejscu pod względem liczby ludności, natomiast pod względem powierzchni na miejscu 842.).
W Dardilly urodził się św. Jan Maria Vianney, zaś w jego domu rodzinnym mieści się czynne cały rok muzeum.

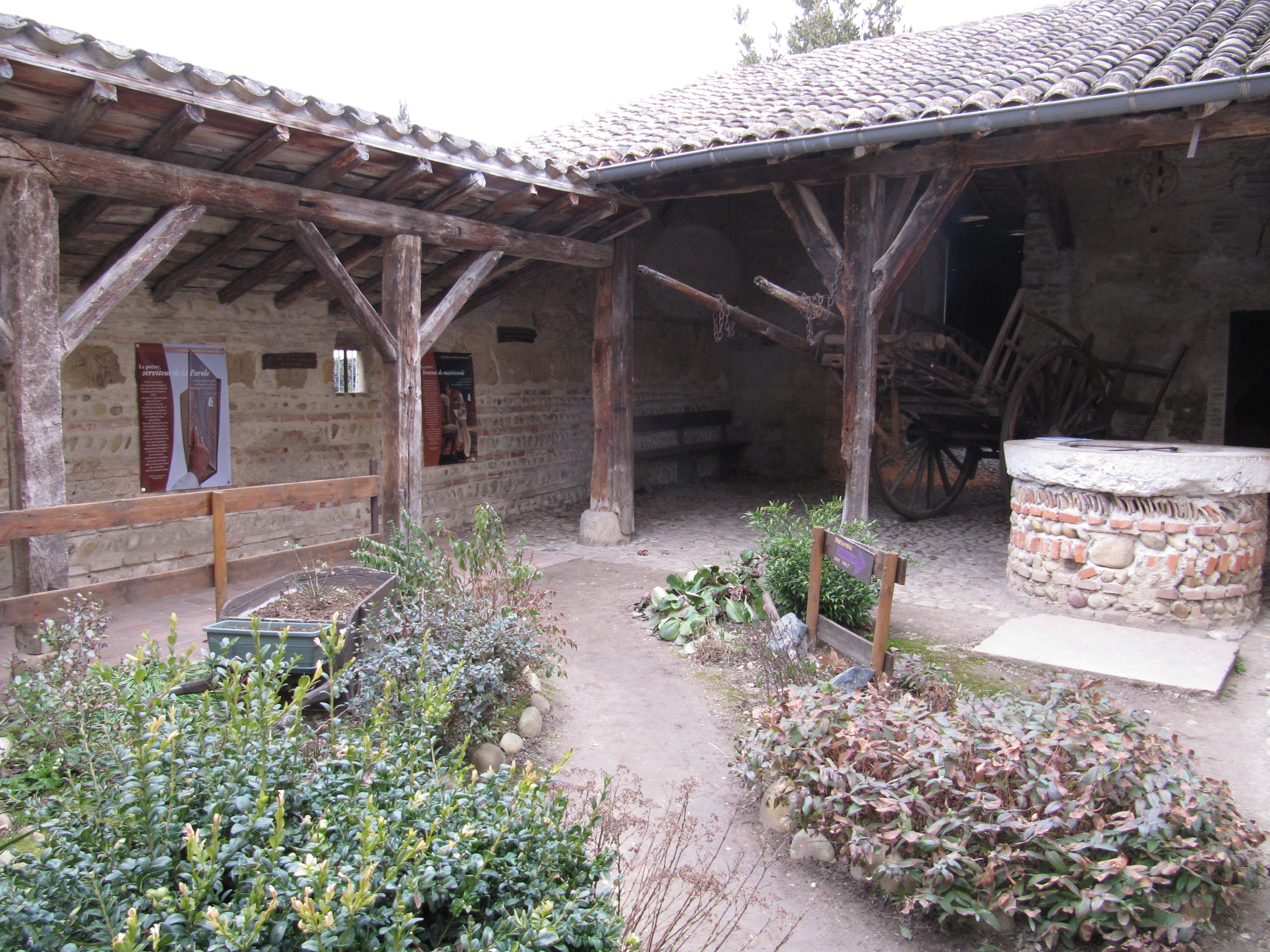
Muzeum św. Jana Marii Vianney w Dardilly, 2010